# Reimentarivka, Koriukivka
Reimentarivka (în ucraineană Рейментарівка) este localitatea de reședință a comunei Reimentarivka din raionul Koriukivka, regiunea Cernihiv, Ucraina.

## Demografie
Componența lingvistică a localității Reimentarivka
     Ucraineană (98,15%)
     Rusă (1,32%)
     Alte limbi (0,53%)
Conform recensământului din 2001, majoritatea populației localității Reimentarivka era vorbitoare de ucraineană (98,15%), existând în minoritate și vorbitori de rusă (1,32%).